# Heino Falcke
Heino Dietrich Erhard Falcke (Colônia, Alemanha, 26 de setembro de 1966) é um radioastrônomo alemão, professor na Universidade Radboud de Nijmegen.

## Formação e carreira
Falcke é o mais velho dos dois filhos do médico Sigurd Falcke (Königsberg, 1940) e sua mulher Erika. Depois de obter o Abitur no Gymnasium der Stadt Frechen, estudou física na Universidade de Colônia e na Universidade de Bonn, graduando-se em 1992. Em 1994 obteve um doutorado na Universidade de Bonn, com a tese Hungernde Löcher und aktive Kerne: die zentrale Maschine in galaktischen Zentren. Trabalhou como cientista no Instituto Max Planck de Radioastronomia (MPIfR). Trabalhou então em seu Grupo de interferometria óptica e como aluno de pós-doutorado esteve na Universidade de Maryland. Desde 1999 foi um cientista permanente no MPIfR e professor visitante no Observatório Steward Tucson. Em 2001 obteve a habilitação e foi professor particular na Universidade de Bonn, e em 2002 foi professor assistente e em 2007 professor na Universidade Radboud de Nijmegen. Desde 2003 é um cientista sênior no Low Frequency Array Project (LOFAR).
Em 2020 publicou o popular livro de ciência Licht im Dunkeln: Schwarze Löcher, das Universum und wir, que também relata o projeto que ajudou a iniciar para observar buracos negros com uma rede de radiotelescópios cobrindo a Terra.

## Prêmios e honrarias
Em 2000 recebeu o Prêmio Ludwig Biermann. Em 2006 recebeu o Prêmio da Academia das Ciências de Berlim. Em 2011 ganhou o Prêmio Spinoza, o maior prêmio holandês de ciências.
É membro titular da Academia Europaea desde 2013. Em 2016 foi nomeado Cavaleiro da Ordem do Leão Neerlandês.
Em 2021 recebeu a Petrie Prize Lecture e juntamente com Sheperd Doeleman a Medalha Henry Draper.

## Publicações selecionadas
- Hungernde Löcher und aktive Kerne: die zentrale Maschine in galaktischen Zentren, (Dissertation, Universität Bonn, 1994), DNB 942216822.
- com Jörg Römer: Licht im Dunkeln: schwarze Löcher, das Universum und wir, Klett-Cotta, Stuttgart 2020, ISBN 978-3-608-98355-5.